# 軍用機の命名規則 (アメリカ合衆国)
この項目では、アメリカ軍の軍用機の命名規則について記す。

## 現行の命名規則
現在はアメリカ陸軍・海軍・空軍の3軍で共通の命名規則を用いている。1962年9月に導入された。
この命名規則は名称に含まれる要素の頭文字をとってMDS（Mission-Design-Series）とも呼ばれ、航空機に限らずミサイル等にも適用される。本項では航空機のみに絞って解説する。ミサイルの命名規則については、ミサイル・ロケットの命名規則 (アメリカ合衆国)を参照。
アメリカ合衆国の軍用機の正式名称は、各々の機体に固有識別を与えるために組み合わされた一連の文字および数字で示される。最初の一連の文字（最高4文字）は、航空機の種類及び意図された任務種別を決定する。番号は同様の種類と主任務も持つ航空機の中で機体を特定する。最後に、一連のシリーズとブロックは機体の正確な構成を特定する。

### 構成要素
| 例  |     |     |     |   |     |     |
|     | R   | A   | H   | - | 66  | A   |
|     | (2) | (3) | (4) |   | (5) | (6) |
| N   | K   | C   |     | - | 135 | A   |
| (1) | (2) | (3) |     |   | (5) | (6) |
| Y   |     | F   |     | - | 22  | A   |
| (1) |     | (3) |     |   | (5) | (6) |

航空機を含む飛翔体システムの正式名称に含まれる構成要素は全部で10あり、航空機ではこのうち8つが該当する（残り2つはミサイル/ロケット専用）。また、正式名称は、MDSのM (Mission) が示す現状 / 任務 / 機体種別、D (Design) が示す設計番号及び S (Series) が示すシリーズの3つの基本的な部分から成る。
- 現状 / 任務 / 機体種別（M）
機体の現状、任務及び機体種別を示す1 - 4文字のアルファベット。正式名称の左から順に次のものを含む。
  - Status Prefix（現状接頭記号） - (1)
正式名称の先頭に記述する。機体に伴う現状（例えば、非飛行、実験機）を意味する接頭記号。
  - Modified Mission（任務変更記号） - (2)
基本任務記号の直前に記述する。基本任務の変更を表示又は明確にする追加任務識別記号。
  - Basic Mission（基本任務記号） - (3)
正式名称の最初の部分で最も基本的な構成要素であり、機体の基本的な任務を特定する。
  - Vehicle Type（機体種別記号） - (4)
基本任務記号の直後に記述する。標準機体でない機体種別を特定する。
- Design Number（設計番号）（D） - (5)
同じ任務を持つ航空機の各々の設計に割り当てられるシリアル番号。任務記号と設計番号をダッシュ（-）によって分けて記述する。
- Series（シリーズ）（S） - (6)
同じ設計番号の中でどのシリーズに属しているかを示すアルファベット1文字の接尾記号。
- Block（ブロック）
航空機専用。シリーズ又は設計の範囲内で定義された構成（「ブロック30」のように記述する）。
- Serial Number（シリアルナンバー）
同型機の1機を特定するために、シリアルナンバーを持つ。

#### 現状接頭記号
現状接頭記号 (Status Prefix) はオプションであり、通常は正規の軍務に用いる機体には使われない。
公式に認可されている現状接頭記号は次のとおり。
- G：Permanently Grounded - 地上設置
永続的に飛行することなく地上に置かれる航空機に適用される。そのため、この記号が適用される航空機には、初めから飛行に必要な部品が存在しない場合がほとんどである。この航空機には主に乗員と整備員の地上訓練のために使われるものや、開発中の航空機の地上試験機、落下試験機などがある。なお、この記号は、恒久的な指定として適用されるのみであり、解除されることはない。この記号が使用されることは稀である。
- J：Special Test (Temporary) - 特別試験（臨時） 
一時的に設置された器材の特別試験に用いられる航空機に適用される。“J”記号は、テスト後に元の構成に無理なく戻すことができる航空機に使われる。例えば、新しい電子機器のためのテストベッドとして使われる航空機などに適用されるが、テスト終了後も当該航空機がその器材を保持し続けることもある。
- N：Special Test (Permanent) - 特別試験（永久） 
機体構成への復元不可能な改修を加えられ、原則として永続的に特別試験に用いられる航空機に適用される。航空研究のためにNASAへ移される多くの軍用機は、この呼称を与えられる。
- X：Experimental - 実験 
まだ軍が受領していない航空機又は標準構成が確定していない試作機に適用される。過去の大部分の試作機はこの接頭記号を与えられた。ただし、基本任務記号の“X”（研究）を与えられた航空機と混同してはならない。現状接頭記号の“X”は、設計プロセスの実験段階でのみ用いられ、その航空機は本来他の任務のために設計されている。
- Y：Prototype - 試作
当初は構成が決定されたデモンストレーション機に適用されたが、最近は、生産を意図する全ての航空機のプロトタイプに適用される。“Y”記号が伝統的な“X”記号より危険が少ないことを意味したため、1970年代から大部分のプログラムにおいて政治的理由のために“Y”記号が好まれている。
- Z：Planning - 計画
計画又は開発前段階に適用される。形として存在する航空機に対して適用されることは無い。

#### 任務変更記号
数々の航空機はそれらの基本任務記号が示す特定の任務のために設計されるが、それらの一連の同型機シリーズは最初の設計とは異なる任務のために設計される。このとき、元の任務の能力を維持することもあるが、維持しないこともある。任務変更記号 (Modified Mission) は、基本設計MDSとの共通性を失うことなく正確に航空機の使命を示す。任務変更記号が使用される場合は、基本任務記号のすぐ前に置かれる。
公式に認可されている任務変更記号は次のとおり。
- A：Attack (Ground Attack) - 攻撃
- C：Transport - 輸送
- D：Director (Drone Director) - 指揮（無人航空機管制）
- E：Special Electronic Installation (Special Electronic Mission) - 特殊電子装備
- F：Fighter - 戦闘
- H：Search and Rescue (Search and Rescue / Medevac) - 捜索・救難 / MEDEVAC
- K：Tanker - 空中給油
- L：Cold Weather (Equipped for Cold Weather Operations) - 寒冷地仕様
- M：Multimission - 多用途 *1
- O：Observation - 観測
- P：Patrol (Maritime Patrol) - 哨戒
- Q：Drone (Unmanned Drone) - ドローン（無人）
- R：Reconnaissance - 偵察
- S：Antisubmarine (Antisubmarine Warfare) - 対潜
- T：Trainer - 練習
- U：Utility - 汎用
- V：Staff (Staff Transport) - 要人輸送 *2
- W：Weather (Weather Reconnaissance) - 気象観測

*1 - 1962年のMDS導入当初、Mはミサイルキャリアー（Missile Carrier）を意味し、海軍機に存在したミサイル搭載改修型に用いる記号として設定されていた（例：F3D-2M → MF-10B）。しかしその後ミサイル搭載が標準的となったことでこの記号をあえて付与することが無くなったため、1970年代初頭に機雷対策（Mine Countermeasures）を意味する記号に変更され、1977年には多用途（Multimission）を意味する記号に再度変更されて現在に至っている。
*2 - 現在では大統領専用機にのみ使用される（VC-135も参照）。
これらは一字ではなく、複数が並べられることもある。例えば、AC-130 ガンシップの場合、ベースの機体が輸送機なので"C"の機種記号が付くが、攻撃機に改造されているため"C"の前に"A"が付加されている。またベースが同じでも、V-22のように配備先の任務に合わせた仕様によって、MV、HV、CVと変わることもある。
FA-18はF/A-18と表記されることもあるが、「/」の使用は正式には許可されていないため、本来は「FA-18」が正式な表記である（後述）。

#### 基本任務記号
基本任務記号 (Basic Mission) は、正式名称の任務を示す部分の核となる記号である。また、F-14やC-5のように、正式名称の任務部分が基本任務記号だけから成ることがある。
公式に認可されている基本任務記号は次のとおり。
- A：Attack (Ground Attack)  - 攻撃機
- B：Bomber - 爆撃機
- C：Transport - 輸送機
- E：Special Electronic Installation (Special Electronic Mission) - 特殊電子装備（電子戦機、早期警戒機など）
- F：Fighter - 戦闘機
- (K：Tanker - 空中給油機) *3
- L：Laser (Laser-Equipped) - レーザー *4
- O：Observation - 観測機
- P：Patrol (Maritime Patrol) - 哨戒機
- R：Reconnaissance - 偵察機 *5
- S：Antisubmarine (Antisubmarine Warfare) - 対潜機
- T：Trainer - 練習機
- U：Utility - 汎用機
- X：Research (Special Research) - 研究機（Xプレーン）

*3 - 当初は基本任務記号にもKが設定されたが、実際には他機種の派生型、つまり任務変更記号によって空中給油のKが付与される機種しか登場しなかったため、基本任務記号としてのKは不要とされ1985年までに廃止された。
*4 - この基本任務記号はAL-1のために用意されたものだが、AL-1のLの前に付くAは任務変更記号のA（対地攻撃）を意味しておらず、命名システムから外れた名称となっている（#例外も参照）。
*5 - 偵察機もKと同じく実際に運用されているのは任務変更記号によってRが付与される派生型であり、Rを基本任務記号とする航空機は現在まで存在しない。SR-71は「戦略偵察（Strategic Reconnaissance）」、TR-1は「戦術偵察（Tactical Reconnaissance）」を意味する記号と解釈されており、これも該当しない（#例外も参照）。

#### 機体種別記号
標準機体でない機体（離陸から着陸まで完全に空気力学的な揚力によって支えられ、有人、固定翼、自己推進できる航空機以外の機体）については機体種別を特定するために、機体種別記号 (Vehicle Type) を付与する。例えば、AH-64 アパッチはヘリコプターなので"H"の機体種別記号が付くが、攻撃用途に使われる（攻撃ヘリコプター）ため機体種別記号の前に"A"の基本任務記号が付く。
公式に認可されている機体種別記号は次のとおり。
- D：UAV Control Segment - UAV地上制御装置 *6
- G：Glider - グライダー
- H：Helicopter - ヘリコプター
- Q：Unmanned Aerial Vehicle - UAV（無人航空機）
- S：Spaceplane - スペースプレーン *7
- V：VTOL / STOL - VTOL機・STOL機
- Z：Lighter-Than-Air Vehicle - 軽航空機（飛行船・気球） *8

*6 - 2002年よりMDSに組み込まれたものの、航空機を指す記号ではない。
*7 - 現時点でこの記号が付与されたスペースプレーンはMS-1A（計画中止）のみ。
*8 - 元は海軍の旧式飛行船への対応のため設定されたもので、同型機の退役と共に一度MDSから削除されたが、後に海軍が軽航空機（Lighter-Than-Air）の開発を再開したことから復活した。

#### 設計番号
命名システムによると、航空機の機体種別又は標準機体の基本任務ごとに連続して番号を振られることになっており、設計番号 (Design Number) を他の文字列との混乱を避けて割り当てたり、メーカー側のモデル番号にかなうように割り当てたりできるようにはなっていない。最近この規則は無視されており、航空機があるシリーズから別のシリーズに移行されるとき、航空機はメーカーのモデル番号と同じ設計番号を受けたか（例えば、KC-767A）、移行前のシリーズの設計番号を引き継いだ（例えば、X-35はF-35になったが、“X”は1文字の場合は基本任務記号であり、本来なら“X”シリーズの35が引き継がれるのではなく、“F”シリーズの別の番号が新たに割り当てられるべきだった）。

#### シリーズ記号
同型の航空機の異なるバージョンは、“A”から始まり順に増えていく1文字のシリーズ記号 (Series) を使って詳細に示されることになっている（ただし、数字の“1”及び“0”との混同を避けるために“I”及び“O”は使用されない）。しかし、どれくらいの変更があれば新しいシリーズ記号を与えるに値する要件となるのかは明らかではない（例えば、時間とともに広範囲にわたって生産工程に変更を加えられたF-16C）。偵察任務のために改修されたF-111CがRF-111Cと称されるように、新しい任務を遂行するための改修が新しいシリーズ記号を必ずしも必要とするというわけではない。また、SAR任務のために改修されたUH-60AがHH-60Gと称されるように、しばしば新しいシリーズ記号が割り当てられることがある。

### 例外

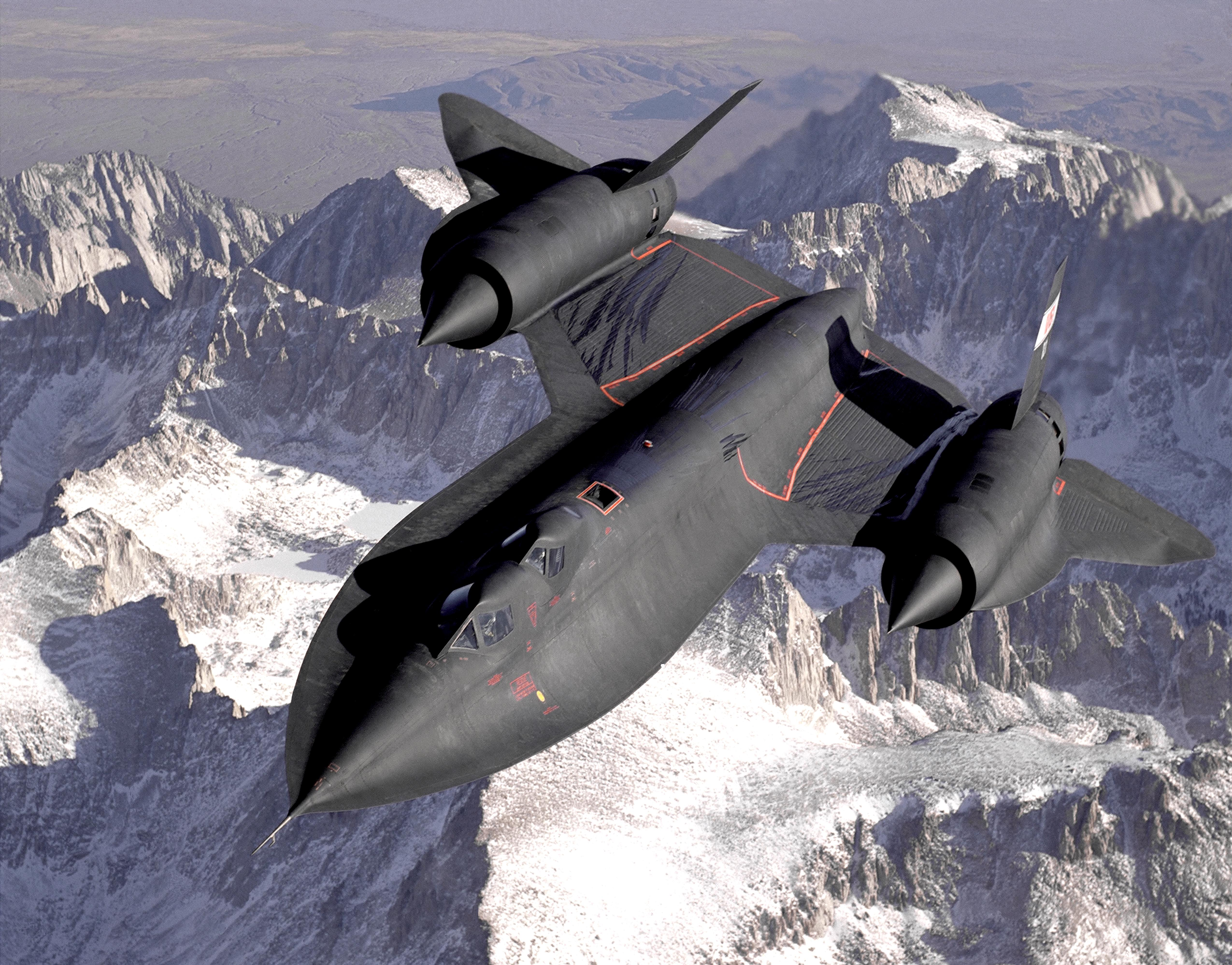
SR-71B Blackbird

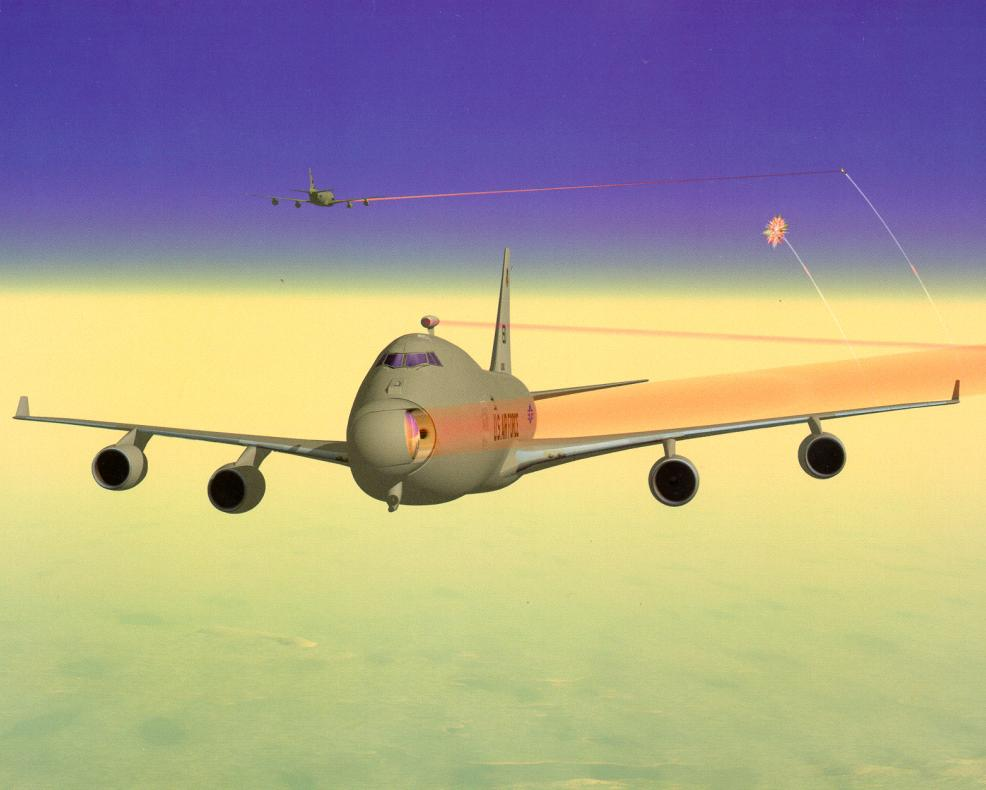
AL-1

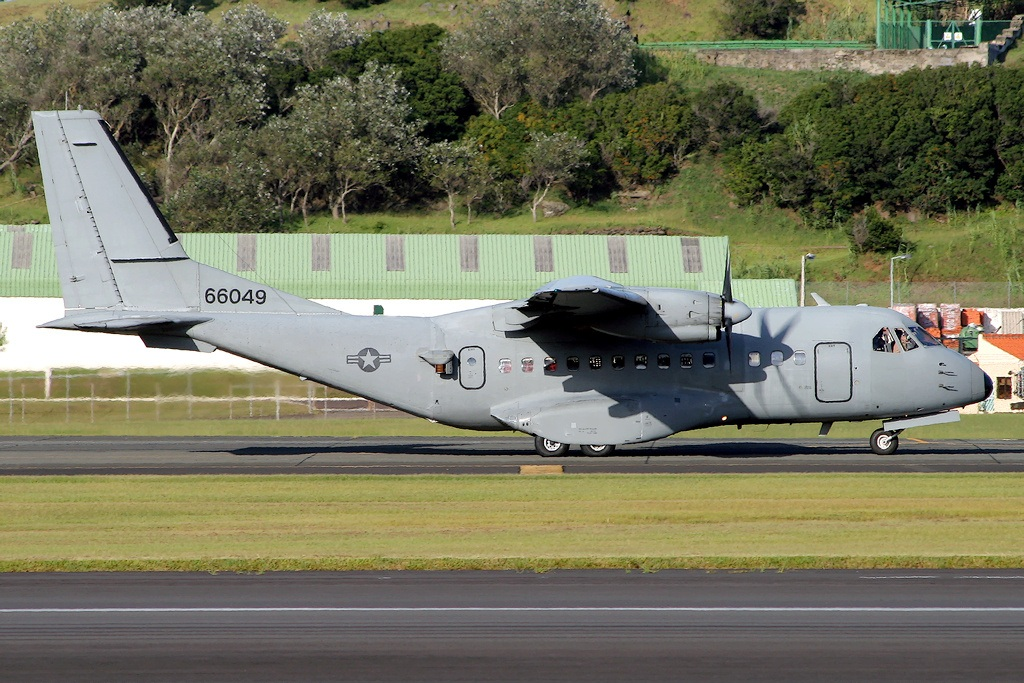
米空軍のCN-235-100MQC。
ロシア製や中国製の航空機以外で、命名が行なわれずに運用されている珍しいケースである。

規則は破られるために作られると言われるが、機体正式名称命名システムも例外ではない。長年にわたって、システムに適合しないいくつかの呼称が生み出された。いくつか例を次に示す。ただし、このリストは決してすべてを記したものではない。（訳注：この例示の中に単なる推測としかとれず根拠として疑問なものがあるが、全文を翻訳した）

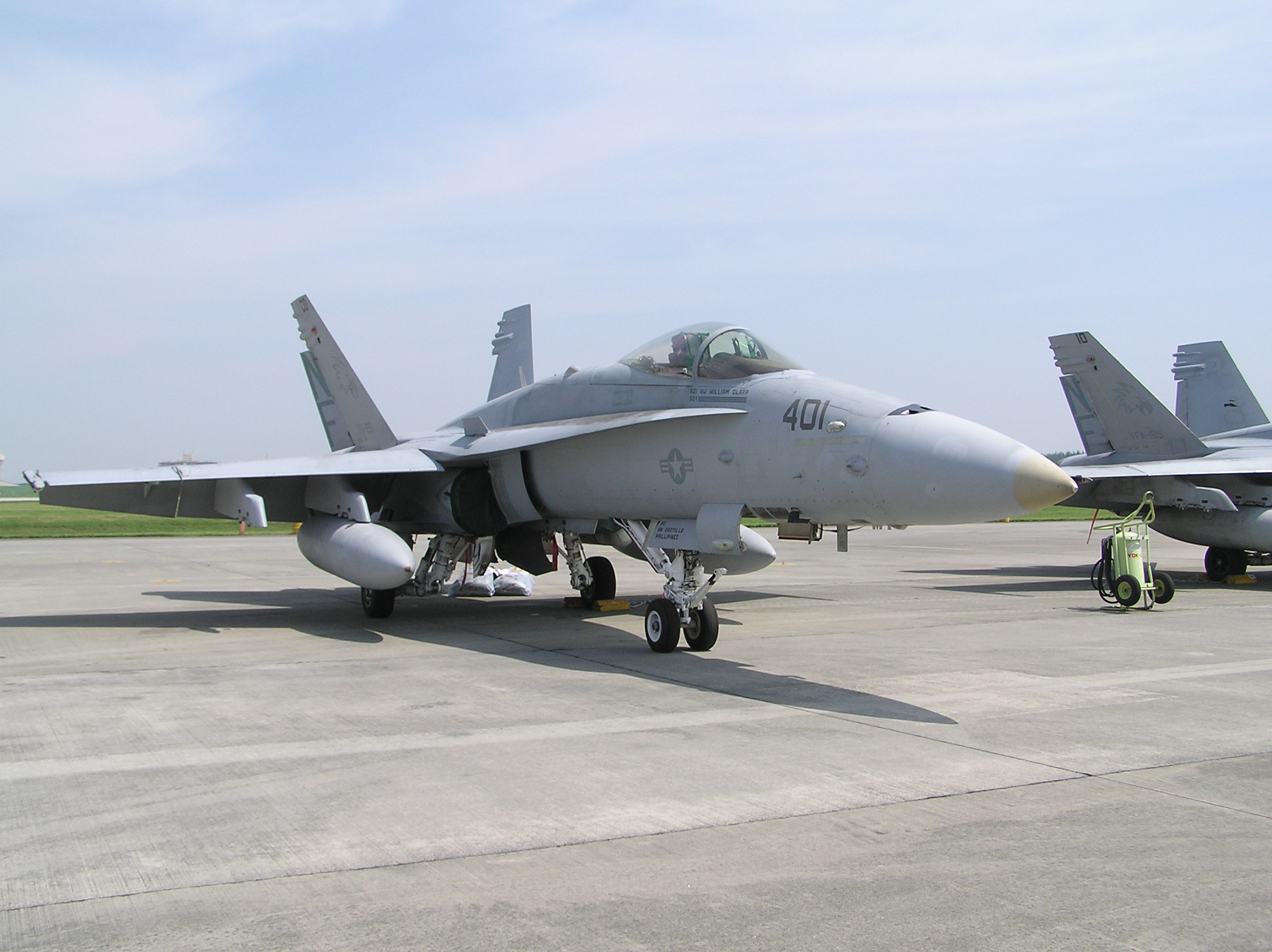
U.S.NAVY F/A-18 Hornet

F/A-18ホーネット
F/A-18ホーネットは、その多用途任務能力が最も初期の段階から組み込まれたという事実を強調するために非公式の名称を用いている（AF-18（攻撃任務のために改修された戦闘機）という名称にするのではなく）。しかし、他にこれに該当する航空機、例えばF-16やF-15Eは任務変更記号“A”を与えられることさえなく、それらの“F”記号がそのままになっている。命名システムが特にスラッシュ及びその他の文字の使用を禁じていること、ホーネットが公式文書の中で、戦闘任務のために改修された攻撃機を意味する“FA-18”と呼ばれている点に注意しなければならない。
- なお、F-22ラプターは、2003年から2005年の2年間、“FA-22”（一般にはF/A-22）と呼ばれていたが、現役軍務状態へ移行する直前に再度F-22と命名し直された。最近、F-22の戦闘攻撃機バージョンは、FB-22という名称で議題にのっている。

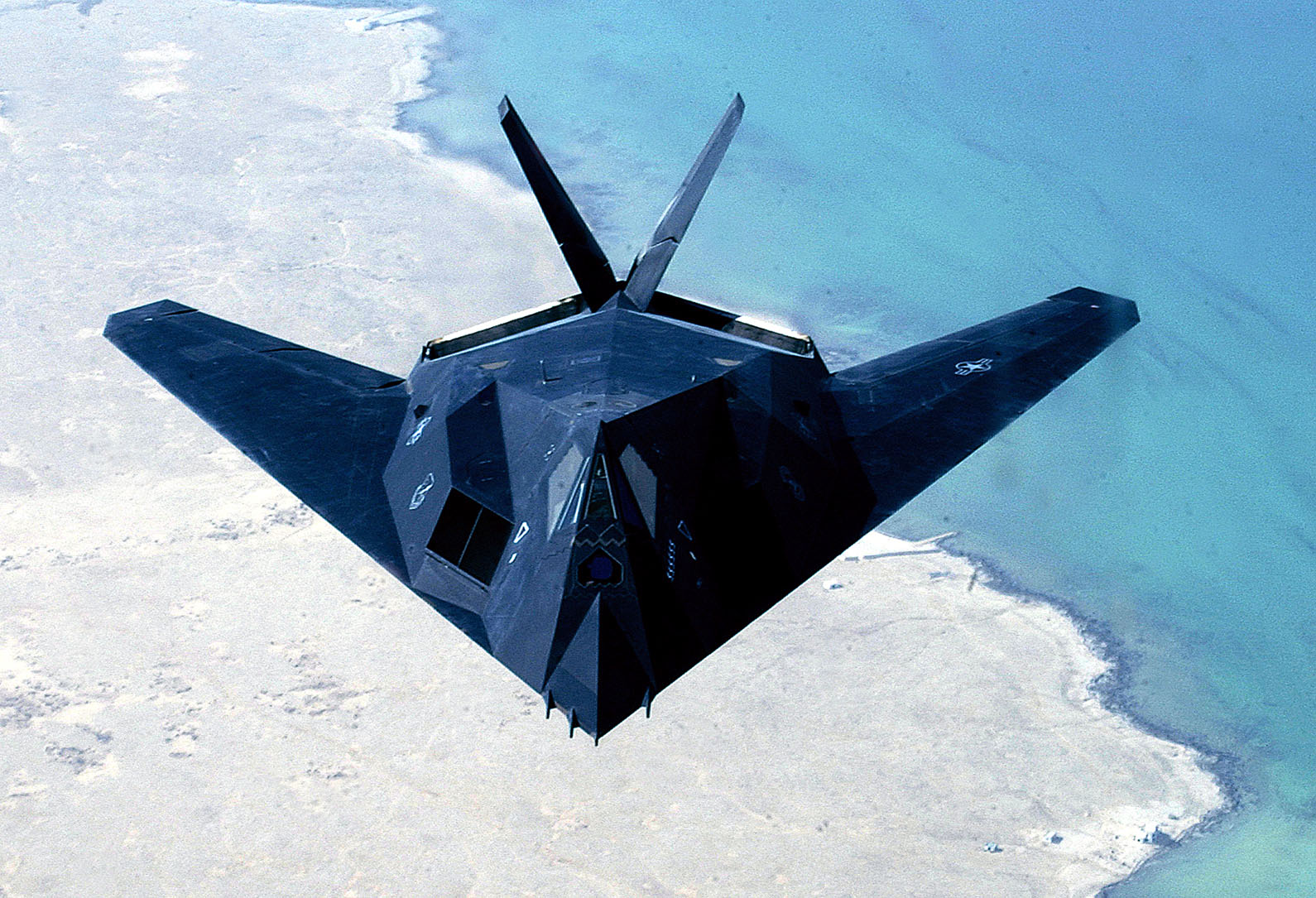
F-117 Nighthawk

F-117ナイトホーク
F-117ナイトホークには、実際的な空戦能力がなく、爆撃機又は攻撃機と考えるのが妥当だろう。いくつかの情報筋は元戦闘機パイロットが支配的であった空軍においては、最も先進的な航空機といえば戦闘機以外に考えられなかったとしている。よりもっともらしい理由は、F-117を秘密にする必要があったというものである。本当の理由は、軍の編成に対する新たな爆撃機の追加制限条項をアメリカが自身で設けたいくつかの条約である。F-112からF-116はテストのために“獲得された”ソ連の航空機だったのではないかと噂されているが、F-117という名称に出くわした誰もがF-117もまた捕獲された航空機なのだと決めてかかることを期待されていたのではないかと考えられている。
SR-71ブラックバード
SR-71ブラックバードの当初の正式名称、RS-71は本来の命名システムによって明確に偵察（Reconnaissance） 及び監視（Surveillance）（又は偵察及び打撃（Strike）と言われる）を表していると考えられていた。「リンドン・ジョンソン元大統領が発表スピーチで“RS”と“SR”を読み間違えた」という都市伝説があるが、彼が読んでいた当初のスピーチの文面を見るとこれがそうでないことがわかる。当時の米空軍参謀長カーチス・ルメイによって単にSR-71の音韻がRS-71より好みであるという理由で、スピーチの文章が意図的に変えられていたことが判明している。この邪道とも言える紆余曲折の後、SRは戦略偵察機（Strategic Reconnaissance）という意味であるとして後に釈明されている。
AL-1
ボーイング747には、米軍において3つの異なる呼称がある。E-4、(V)C-25（エアフォースワン）及びAL-1であるが、命名システムの基本的な目的に反するものがある。“A”は本来ならば対地攻撃を意味しているが、AL-1は、Airborne Lasar から来ていると思われ、標準規則に合っていない点にも注意しなければならない。
輸出仕様など
米軍と同じ機種を同盟国が使用する場合は、使用を意図された国を示すためにしばしばシリーズ記号が流用される。F-15を例にすると、F-15I（イスラエル）、F-15J（日本）、F-15K（韓国）、F-15S（サウジアラビア）及びF-15SG（シンガポール）などがある。これらは、米空軍が本来の意味での記号の順番を繰り上げることを意図していない、標準規則に合わないものである。また、F-4EJ（日本）のようにシリーズ記号のさらに後ろに使用国を示す記号が付加されることもある。EF-18（スペイン）やCC-130（カナダ）、KF-16（韓国）のように接頭記号として付加された例もある。これらは米軍向けの機体ではないため、本項の命名規則から逸脱するのは当然と言える。
これらとは逆に、A-29スーパーツカノのように、生産国（ブラジル空軍。米軍に類似した独自の命名規則を持つ）と米軍での命名が一致する場合もある。
命名を行なわず、製品名そのままで運用している機体
制式名称を与えず、例外的に生産国やメーカーの名称のままで使用している航空機も存在する。主に冷戦時代において研究機や仮想敵機として非公式に導入されたり、Mi-17やAn-26のように国外での対テロ戦争において現地での使用を目的として少数入手したりした旧東側諸国の航空機に多い。冷戦時代に限定数運用されたMiG-21は、かつてはFナンバーを与える計画もあったが頓挫している。Mi-24、MiG-21、J-7、CN-235、MU-2、カマン K-MAXなど。
メーカーによる命名
輸出を主力とした航空機では、メーカーが独自にアメリカ軍の軍用機の命名規則に似せた名称を付ける場合もある。AC-208（セスナ208の軽攻撃機型）、AT-802U（エアトラクターAT-802のCOIN機型）など。

### 命名法改正に伴う命名変更
統一規則は基本的に空軍の規則を踏襲していたため、原則的に既存の空軍機はそのままの番号とされ、陸軍および海軍の航空機は新しい制式名を与えられることになったが、その際 重複がない限りなるべくそれまでの番号を割り振ることとした。これ以後の新型機については、空き番号を原則少ない数字から与えられることになった。
- （例1）海軍戦闘機の命名変更
  - FJ-4 → F-1E
  - F2H-4 → F-2D
  - F3H-2 → F-3B
  - F4H-1F → F-4B - 海軍のF4HファントムIIは空軍でも採用されてF-110（愛称はスペクター）の制式名が与えられていたが、もともとが海軍機であることから海軍の呼称 F4H から取った F-4 が新しい制式名となり、空軍でもそれを使用することとなった。
  - F4D-1 → F-6A
  - XF2Y-1→YF-7A
  - F8U-1E → F-8B
  - F9F-8 → F-9J
  - F3D-2 → F-10B
  - F11F-1 → F-11A
- （例2）海軍攻撃機の命名変更
  - AD-6 → A-1H
  - AJ-2 → A-2B
  - A3D-2 → A-3B
  - A4D-5 → A-4E
  - A3J-1 → A-5A
  - A2F-1 → A-6A

## 過去の命名規則

### アメリカ陸軍・空軍
陸軍航空隊、陸軍航空軍および後に陸軍から分離した空軍の軍用機の制式名称は次のように変遷した。
1920年9月時点では、
- 機種記号
- レシプロエンジンの冷却方式（水冷〈液冷〉・空冷）の区別
- 通し番号
- モデル

によるものであった。たとえば、追撃機（Pursuit aircraft. 他国での戦闘機と同義）で水冷（water cooling）のものは「PW-9C」などという表示をする。
1924年5月、水空冷の区別を廃止。追撃機の場合はP-1から開始するものへと変わり、「XPW-8B」は「P-1」となった。
1947年に空軍が陸軍から独立した。その後1948年に、追撃機は戦闘機（Fighter）となり、「F」に改められた。

### アメリカ陸軍（空軍独立後）
アメリカ陸軍では空軍独立後の1956年から規則統一の1962年まで、以下のような独自の制式名を使用した。陸上自衛隊がUH-1をしばらくHU-1と称していたのはこの命名法の時代に装備を開始したことに由来する。また、同機のニックネームのヒューイもこのHU-1から来たものである。
- A:固定翼機
  - AC:固定翼輸送（例「AC-1」デ・ハビランド・カナダ・カリブー。名称統一後CV-2を経てC-7）
  - AO:固定翼観測（例「AO-1」グラマン・モホーク。名称統一後OV-1）
  - AU:固定翼汎用（実機なし）
- H:ヘリコプター
  - HC:輸送ヘリコプター（例「HC-1B」バートル・チヌーク。名称統一後CH-47）
  - HO:観測ヘリコプター（例「HO-6」ヒューズ・カイユース。名称統一後OH-6）
  - HU:汎用ヘリコプター（例「HU-1」ベル・イロコイ。愛称ヒューイ。名称統一後UH-1）
- V:VTOL
  - VZ:VTOL研究（例「VZ-12」ホーカー P.1127（VTOL実験機、ハリアーの原型）用に保留。P.1127は後日XV-6となった。）

### アメリカ海軍
三軍表記統一前のアメリカ海軍の制式名称は、
- 機種記号
- メーカーごとの通し番号
- メーカー記号
- モデル記号

であった。例えば F6F ヘルキャット は、グラマン社の戦闘機で海軍に採用された6番目の機体であることを示す。ただし、1番目の機体にはSBD ドーントレスやTBF アヴェンジャーのように数字を付けない。
主な機種記号
- A 攻撃機 (Attacker)：第二次世界大戦後。例 A4D スカイホーク
- BT 爆撃雷撃機 (Bomber Torpedo)：大戦後期の、雷撃・急降下爆撃の両方が可能な機体。例 BTD デストロイヤー
- F 戦闘機 (Fighter)：例 F4U コルセア
- J 雑用機 (Utility)：例 J2F ダック
- N 練習機 (Trainer)：例 N2S ケイデット
- O 観測機 (Observation)：第二次世界大戦前。例 O2C
- OS 観測偵察機 (Observation Scout)：SOと明確な区分はない。例 OS2U キングフィッシャー
- P 哨戒機 (Patrol)：例 P2V ネプチューン
- PB 哨戒爆撃機 (Patrol Bomber)：例 PBY カタリナ
- R 輸送機 (Transport)：例 R5D スカイマスター
- S 偵察機 (Scout)：例 SC シーホーク
- SB 偵察爆撃機 (Scout Bomber)：実質的には急降下爆撃機を指す。例 SBD ドーントレス
- SN 偵察練習機/高等練習機 (Scout/Senior Trainer)：例 SNJ テキサン
- SO 偵察観測機 (Scout Observation)：例 SOC シーガル
- T 雷撃機 (Torpedo)：第二次世界大戦前。例 T3M
- TB 雷撃爆撃機 (Torpedo Bomber)：大戦中期までの雷撃機。例 TBF アヴェンジャー

主なメーカー記号
- A ブルースター
- B ボーイング
- C カーティス・ライト
- C セスナ
- D ダグラス
- E パイパー
- F グラマン
- G グレートレイクス
- G グッドイヤー
- H マクダネル
- J ノース・アメリカン
- K カイザー・フリートウィングス
- K カマン
- L ベル
- M ジェネラル・モータース
- M マーティン
- N 海軍航空工廠（英語版）（NAF）
- N セヴァスキー / リパブリック
- O ロッキード 1943年にヴェガ・エアクラフト社を傘下におさめることになる本家ロッキード社の流れ[注 1]。
- P パイパー
- P パイアセッキ
- R ライアン
- S シコルスキー
- T ノースロップ
- U ヴォート
- V ロッキード・ベガ ロッキード社と合併する以前の旧ベガ・エアクラフト社の流れ[注 2]。
- Y コンソリデーテッド / コンヴェア